# Viola iwagawae
Viola iwagawae är en violväxtart som beskrevs av Tomitaro Makino. Viola iwagawae ingår i släktet violer, och familjen violväxter. Inga underarter finns listade i Catalogue of Life.